# Short Type 184
Le Short 184 est un hydravion britannique fabriqué par Short Brothers et utilisé pendant la Première Guerre mondiale.

## Historique
Monomoteur, biplace, il a été utilisé en tant qu'appareil de reconnaissance, bombardier ou torpilleur. Dans ce dernier rôle, il est le premier aéroplane à avoir réussi une attaque à la torpille, contre un cargo ottoman dans le détroit des Dardanelles, le 12 août 1915. Piloté par le Flight commander Charles Edmonds de la Royal Navy dont c'est la deuxième tentative, il embarque alors une torpille de 370 kg.
C'est aussi le seul type d'avion présent à la bataille du Jutland.
C'est la réponse de Horace Short, de la firme Short Brothers installé à Rochester (Kent) à une demande de l'Amirauté visant un hydravion capable de transporter une torpille.
Le premier exemplaire vole début 1915 et plus de 900 appareils seront construits au long du conflit par 9 entreprises britanniques.